# La Mélodie du bonheur (film, 1929)

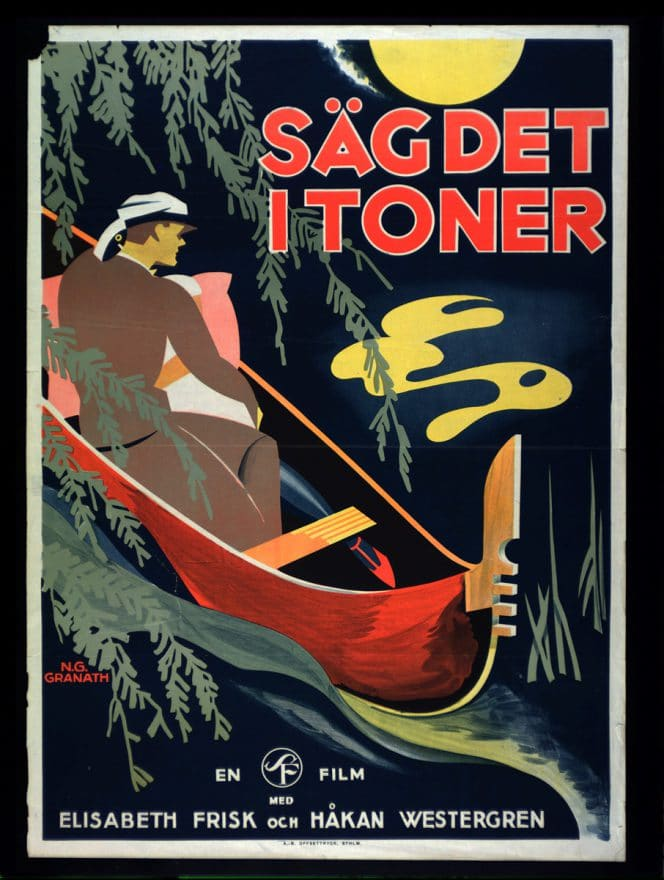
Affiche du film, par N.G. Granath

La Mélodie du bonheur (Säg det i toner) est un film suédois réalisé par Edvin Adolphson et Julius Jaenzon, sorti en 1929.

## Fiche technique
- Titre original : Säg det i toner
- Titre français : La Mélodie du bonheur
- Réalisation : Edvin Adolphson et Julius Jaenzon
- Scénario : Paul Merzbach
- Photographie : Julius Jaenzon
- Pays d'origine : Suède
- Format : Noir et blanc - 1,33:1
- Durée : 1 heure 26 minutes
- Date de sortie : 1929

## Distribution
- Håkan Westergren : Olof Svensson
- Stina Berg  : Mme Svensson
- Elisabeth Frisk : Lisa Lindahl
- Tore Svennberg  : M. Lindahl
- Jenny Hasselqvist : Mme Lindahl